# Aleksiej Radzijewski
Aleksiej Iwanowicz Radzijewski, Ołeksij Iwanowicz Radzijewski (ros. Алексе́й Ива́нович Радзие́вский, ukr. Олексій Іванович Радзієвський, ur. 31 lipca?/13 sierpnia 1911 w Humaniu, zm. 30 sierpnia 1979 w Moskwie) – radziecki dowódca wojskowy ukraińskiego pochodzenia, generał armii, Bohater Związku Radzieckiego (1978).

## Życiorys
Po ukończeniu szkoły średniej pracował w fabryce jedwabiu w Humaniu. Od 1929 w Armii Czerwonej, 1931 ukończył szkołę kawalerii i został przyjęty do WKP(b), służył w 49 pułku kawalerii, dowódca plutonu, od 1932 szef sztabu eskadronu, od 1934 dowódca eskadronu, 1938 ukończył Akademię Wojskową im. Michaiła Frunzego w Moskwie, po czym został pomocnikiem szefa Oddziału Sztabu 18 Dywizji Kawalerii Górskiej Środkowoazjatyckiego Okręgu Wojskowego. Wiosną 1941 ukończył Akademię Sztabu Generalnego Sił Zbrojnych ZSRR im. K. Woroszyłowa w Moskwie i został szefem sztabu 53 Dywizji Kawalerii w Zachodnim Specjalnym Okręgu Wojskowym w stopniu podpułkownika. Od lipca 1941 uczestnik wojny z Niemcami, szef sztabu 53 Dywizji Kawalerii 29 Armii Frontu Zachodniego, brał udział w bitwie pod Smoleńskiem i rajdu na tyły przeciwnika w sierpniu 1941 w składzie grupy kawaleryjskiej generała Lwa Dowatora, później w bitwie pod Moskwą i kontrnatarciu wojsk Frontu Zachodniego, od grudnia 1941 dowódca 2 Gwardyjskiego Korpusu Kawalerii, a od lipca 1942 1 Gwardyjskiego Korpusu Kawalerii na Froncie Zachodnim i Południowo-Zachodnim, od 1942 pułkownik. Uczestnik rajdu kawaleryjskiego na tyłach wroga w rejonie Diemidowa i Duchowszczyny, w marcu 1943 wziął udział w bitwie pod Charkowem, później walk na północnym Dońcu, forsowania Dniepru, zajęcia przez Armię Czerwoną Kijowa, Żytomierza i innych miast. 17 listopada 1943 mianowany generałem majorem.

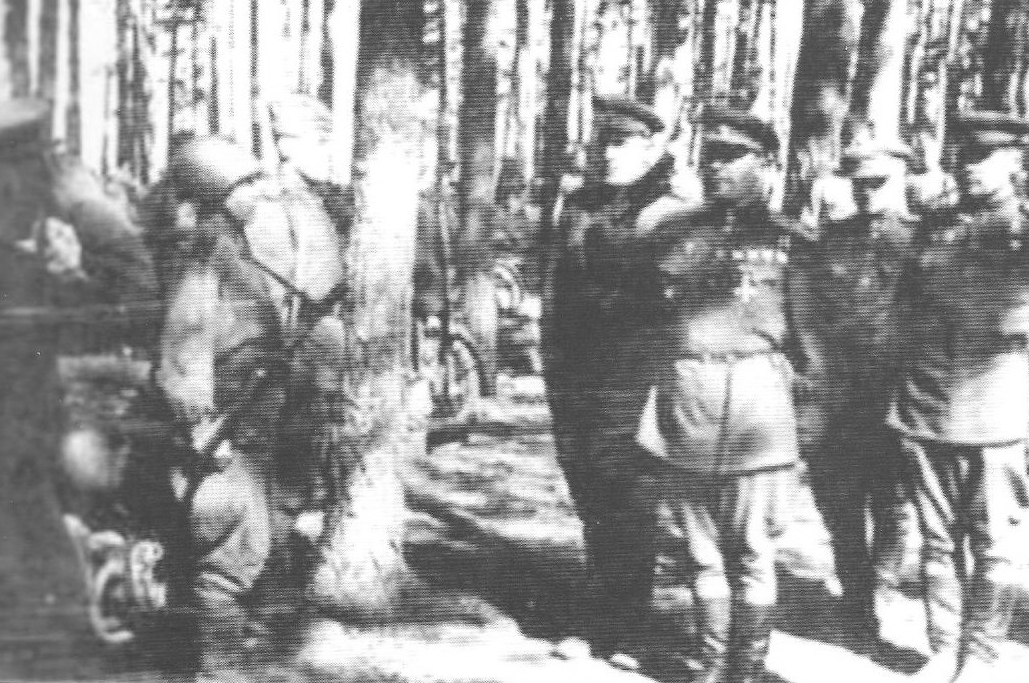
Generał Radzijewski podczas operacji brzesko-lubelskiej

Od lutego do lipca 1944 i ponownie od stycznia 1945 szef sztabu 2 Armii Pancernej (od listopada 1944: 2 Gwardyjskiej Armii Pancernej) 1 i 2 Frontu Ukraińskiego, od lipca 1944 do stycznia 1945 dowodził tą armią po ciężkim ranieniu dotychczasowego dowódcy Siemiona Bogdanowa. Na czele tej armii uczestniczył w zdobyciu Lublina, Siedlec, Łukowa, Warszawy, Skierniewic, Łowicza, Łodzi, Kutna, Tomaszowa Mazowieckiego, Gostynina i innych polskich miast. Za męstwo i bohaterstwo wykazane podczas operacji wiślańsko-odrzańskiej mianowany generałem lejtnantem (2 listopada 1944) i przedstawiony do odznaczenia Złotą Gwiazdą Bohatera Związku Radzieckiego.
Po wojnie uczestniczył m.in. w szkoleniu kadry oficerskiej, w latach 1945–1947 był szefem sztabu 2 Armii Pancernej, a 1947-1950 dowódcą 2 Armii Zmechanizowanej. Od września 1950 do lipca 1952 głównodowodzący Północnej Grupy Wojsk stacjonującej w Polsce, 1952-1953 dowódca wojsk Turkiestańskiego Okręgu Wojskowego, 1953-1954 dowódca wojsk pancernych i zmechanizowanych Odeskiego Okręgu Wojskowego (3 sierpnia 1953 mianowany generałem pułkownikiem), od maja 1954 do czerwca 1959 dowódca Odeskiego Okręgu Wojskowego, 1959-1968 I zastępca komendanta Akademii Wojskowej im. M. Frunzego, od 1961 profesor. 1968-1969 szef Głównego Zarządu Wojskowych Zakładów Naukowych Ministerstwa Obrony ZSRR, od czerwca 1969 do lutego 1978 komendant Akademii Wojskowej im. M. Frunzego, następnie wojskowy inspektor-doradca Grupy Generalnych Inspektorów Ministerstwa Obrony ZSRR. Od 2 listopada 1972 generał armii.
Za „umiejętne dowodzenie wojskami, liczne przykłady wykazywania męstwa i odwagi w walkach z niemiecko-faszystowskimi najeźdźcami podczas wielkiej wojny ojczyźnianej, wielki wkład w szkolenie i poprawę gotowości bojowej wojsk w okresie powojennym i w związku z 60 rocznicą Radzieckiej Armii i Floty Wojskowo-Morskiej” dekretem Prezydium Rady Najwyższej ZSRR z 21 lutego 1978 otrzymał tytuł i Złotą Gwiazdę Bohatera Związku Radzieckiego. Deputowany do Rady Najwyższej ZSRR 5 kadencji. Pochowany na cmentarzu Nowodziewiczym. Jego imieniem nazwano ulicę w Humaniu.

## Odznaczenia
- Złota Gwiazda Bohatera ZSRR (21 lutego 1978)
- Order Lenina (dwukrotnie - 31 maja 1945 i 21 lutego 1978)
- Order Czerwonego Sztandaru (sześciokrotnie, m.in. 3 listopada 1941, 2 kwietnia 1943, 15 grudnia 1943, 17 września 1944)
- Order Suworowa I klasy (dwukrotnie - 6 kwietnia 1945 i 29 maja 1945)
- Order Kutuzowa I klasy (23 sierpnia 1944)
- Order Suworowa II klasy (10 stycznia 1944)
- Order Czerwonego Sztandaru Pracy
- Order Czerwonej Gwiazdy
- Order „Za służbę Ojczyźnie w Siłach Zbrojnych ZSRR” III klasy
- Medal „Za zwycięstwo nad Niemcami w Wielkiej Wojnie Ojczyźnianej 1941–1945”
- Medal „Za obronę Moskwy”
- Medal „Za obronę Kijowa”
- Medal „Za wyzwolenie Warszawy”
- Medal „Za zdobycie Berlina”
- Medal „Weteran Sił Zbrojnych ZSRR”
- Order Imperium Brytyjskiego III klasy (Wielka Brytania, 1944)
- Order Czerwonego Sztandaru (Mongolska Republika Ludowa)
- Medal za Odrę, Nysę, Bałtyk (Polska Ludowa)